# Montlaur (Aude)
Montlaur  ist eine Ortschaft und eine ehemalige französische Gemeinde mit 540 (Stand: 1. Januar 2022) Einwohnern im Département Aude in der Region Okzitanien. Sie gehört zum Arrondissement Carcassonne und zum Kanton La Montagne d’Alaric.
Mit Wirkung vom 1. Januar 2019 wurden die ehemaligen Gemeinden Montlaur und Pradelles-en-Val zur Commune nouvelle Val-de-Dagne zusammengeschlossen und haben in der neuen Gemeinde der Status einer Commune déléguée. Der Verwaltungssitz befindet sich im Ort Montlaur.

## Lage
Benachbarte Ortschaften von Montlaur  sind Douzens im Nordosten, Lagrasse im Osten, Arquettes-en-Val im Süden und Pradelles-en-Val im Nordwesten. Hier entspringt das Flüsschen Mattes.

## Bevölkerungsentwicklung
| Jahr      | 1962 | 1968 | 1975 | 1982 | 1990 | 1999 | 2013 |
| Einwohner | 748  | 713  | 572  | 534  | 461  | 522  | 516  |